# Ptinus fimicola
Ptinus fimicola là một loài bọ cánh cứng trong họ Ptinidae. Loài này được Desbrochers des Loges miêu tả khoa học năm 1875.